# Brändökobbens fyr
Brändökobbens fyr är en sektorfyr på ett skär väster om ön Brändö i Brändö kommun på Åland.
Fyren, som drivs av solpaneler, 
består av ett runt torn av betong med en lanternin på toppen. Både fyr och lanternin är orangemålade. 
Den kan endast nås med båt och är inte öppen för besökare.